# مريخ الثغر
نادي مريخ الثغر الرياضي المعروف أيضا باسم مريخ بورتسودان، هو نادي كرة قدم سوداني وهو نادي أساسي في السودان. ومقره يقع في مدينة بورتسودان ويلعب مبارياته في ستاد بور سودان الذي يتسع لـ7000 متفرج.